# Jiaotinghu
Jiaotinghu (kinesiska: 蛟停湖, 蛟停湖乡) är en socken i Kina. Den ligger i provinsen Henan, i den centrala delen av landet, omkring 250 kilometer sydost om provinshuvudstaden Zhengzhou.
Genomsnittlig årsnederbörd är 1 147 millimeter. Den regnigaste månaden är augusti, med i genomsnitt 232 mm nederbörd, och den torraste är januari, med 18 mm nederbörd.